# Bupleurum capillare
Bupleurum capillare är en flockblommig växtart som beskrevs av Pierre Edmond Boissier och Theodor Heinrich von Heldreich. Bupleurum capillare ingår i släktet harörter, och familjen flockblommiga växter. Inga underarter finns listade i Catalogue of Life.